# Самуэль, Герхард
Герхард Самуэль (нем. Gerhard Samuel; 20 апреля 1924, Бонн — 25 марта 2008, Сиэтл) — американский дирижёр и композитор германского происхождения.

## Биография
В 1939 г. вместе с семьёй эмигрировал из нацистской Германии в США. Изучал скрипку и дирижирование в Истменовской школе музыки, затем совершенствовал своё дирижёрское мастерство в Тэнглвуде под руководством Сергея Кусевицкого и учился композиции в Йельском университете у Пауля Хиндемита.
В конце 1940-х гг. руководил небольшим оркестром в Париже: в воспоминаниях Аарона Копленда упоминается, в частности, как на вечеринке у Самуэля Джон Кейдж познакомил его с Пьером Булезом. Непродолжительное время дирижировал мюзиклами на Бродвее, затем на протяжении 10 лет играл на скрипке в Миннеаполисском симфоническом оркестре. В 1959—1971 гг. главный дирижёр Оклендского симфонического оркестра, одновременно в 1961—1971 гг. главный дирижёр балета Сан-Франциско. Затем второй дирижёр Лос-Анджелесского филармонического оркестра при Зубине Мете. В 1976—1997 гг. преподавал в консерватории Цинциннати, руководил несколькими музыкальными фестивалями.
Самуэль считался пропагандистом новой и необычной музыки. Сообщается, что под его управлением состоялись премьеры более 75 крупных сочинений (среди них, помимо сочинений современных композиторов, и воскрешённая после столетнего забвения Симфония Ганса Ротта). Во время руководства Самуэлем Оклендского оркестра почти треть репертуара состояла из музыки XX века, а в некоторые сезоны почти каждый концерт включал премьерное исполнение новой музыки; это вызывало недовольство попечительского совета оркестра, и, уходя в отставку в 1971 г., Самуэль резко высказался по адресу консерваторов, недовольных его программной политикой. Впрочем, как вспоминает ученик Самуэля композитор Чарльз Шир, трения Самуэля с руководством оркестра обострялись тем, что он был геем и убеждённым либералом, так что после его отставки совет попечителей Оклендского оркестра потребовал, чтобы новый дирижёр был непременно женат. Штрих к портрету Самуэля добавляют воспоминания Неда Рорема о том, как в 1967 г. в гостях у Самуэля он вместе с Робертом Данкеном впервые попробовал ЛСД.
В 1994 г. Самуэлю была присуждена престижная Премия Дитсона за вклад дирижёра в развитие американской музыки.

## Композиции
Композиторское наследие Самуэля включает симфоническую и камерную музыку, сочинения на тексты Уолта Уитмена и Ханса Кристиана Андерсена. Он также работал с балетом — в частности, хореографическая миниатюра «Относительность Икара» (англ. The Relativity of Icarus), поставленная в 1974 году Джеральдом Арпино на музыку Самуэля со стихами Джека Ларсона, вызвала значительный резонанс. Незадолго до смерти Самуэль закончил работу над оперой по рассказу Томаса Манна «Кровь Вёльсунгов».
Музыка Самуэля представляла сложности для восприятия: так, рецензент «Нью-Йорк Таймс», говоря о самуэлевском «Реквиеме по выжившим» (англ. Requiem for Survivors), 17-минутном сочинении на основе первых девяти тактов из «Лакримозы» Моцарта, осторожно замечает, что хотя Самуэль манипулирует звуковыми текстурами с необычайной изобретательностью, «временами трудно понять, чем определяется объём и продолжительность той или иной идеи, а то и всей вещи, но, по крайней мере, внимание она удерживает от начала до конца».